# Ли, Бобби
Бобби Ли (англ. Bobby Lee; 17 сентября 1971) — американский стендап-комик, актёр и подкастер. С 2001 по 2009 год Ли состоял в актёрском составе шоу MADtv, в 2018—2019 годах снимался в сериале Разделённые вместе. Ведёт подкаст Tiger Belly со своей бывшей партнёршей Калайлой Кюн и подкаст Bad Friends с комиком Эндрю Сантино.

## Биография
Ли родился 17 сентября 1971 года в семье корейских иммигрантов Джини и Роберта Ли. Провёл детство в Повэй, штат Калифорния. В 18 лет Ли съехал от родителей и работал в ресторанах и кофейнях Сан-Диего, одновременно посещая Паломарский колледж, который позже бросил. В 1994 году стал подрабатывать в The Comedy Store в Сан-Диего. Через несколько месяцев работы решил попробовать себя в стенд-апе.

## Фильмография
| Год       |   | Русское название                | Оригинальное название             | Роль        |
| --------- | - | ------------------------------- | --------------------------------- | ----------- |
| 2004      | ф | Гарольд и Кумар уходят в отрыв  | Harold & Kumar Go to White Castle | Кеннет Парк |
| 2008      | ф | Ананасовый экспресс: Сижу, курю | Pineapple Express                 | Бобби       |
| 2016      | ф | Шпионы по соседству             | Keeping Up with the Joneses       | Рики Лю     |
| 2018—2019 | с | Разделённые вместе              | Splitting Up Together             | Артур       |
| 2021—2022 | с | Псы резервации                  | Reservation Dogs                  | Доктор Кенг |
| 2024      | ф | Бордерлендс                     | Borderlands                       | Ларри       |